# Georg Hartmann (géographe)
Pour les articles homonymes, voir Georg Hartmann et Hartmann.
George Hartmann, né le 4 août 1865 à Dresde et mort le 12 juillet 1946 à Grammersdorf) est un major allemand dans la Landwehr, géographe, explorateur et colonialiste en Afrique. Hartmann découvre une sous-espèce de zèbre jusque-là inconnue, qui est nommée « zèbre de Hartmann » (Equus zebra hartmannae) d'après sa femme Anna.

## Biographie
George Hartmann fréquente le Realgymnasium de Dresde puis l'Université technique de Dresde et étudie les mathématiques, la physique et la géographie à l'Université de Leipzig. L'examen d'État et le doctorat suivent en 1889. Il se marie en 1898 avec Anna Woermann, fille d'un armateur d'Hambourg Adolph Woermann et ils ont quatre enfants : Edel, Ilse, Harald et Gudrun.
Officier actif dans le régiment d'infanterie König Ludwig III von Bayern (3e régiment royal de Saxe)  n° 102 à Zittau, il est affecté au ministère des Affaires étrangères du Reich. De 1893 à 1908, dans ce qui est alors la colonie du Sud-Ouest africain allemand, aujourd'hui la Namibie, il travaille comme directeur général de la South West Africa Company, directeur de la compagnie minière et ferroviaire d'Otavi et de la compagnie de prospection Gibeon. D'autres voyages d'exploration au service de la South West Africa Company et de l'Otavi Minen- und Eisenbahn-Gesellschaft suivirent dans le Sud-Ouest africain allemand, dans l'Ovamboland et dans le sud de l'Angola.
En 1908, George Hartmann achète une partie du domaine seigneurial de la famille Sametzki à Rathstock, un village de l'Oderbruch. Il mène une activité scientifique, donne des conférences et publie de nombreux écrits dans les domaines de l'État, de la sociologie et de l'histoire. Il soutient également l'église locale et l'association sportive locale.
Il participe à la Première Guerre mondiale en tant qu'officier en Bessarabie, en Pologne et sur le front occidental.
En 1939, George Hartmann vend la propriété et déménage avec sa femme à Francfort-sur-l'Oder, où sa femme meurt en 1941 des suites d'une grave maladie. Il dépose sa vaste collection de trophées africains dans le manoir de la famille von Wittich dans le village voisin de Reitwein. Ils ont disparu depuis la Seconde Guerre mondiale.
Il meurt en tant que réfugié le 12 juillet 1946 à l'âge de 80 ans dans le village de Grammersdorf au Schleswig-Holstein.

## Expéditions

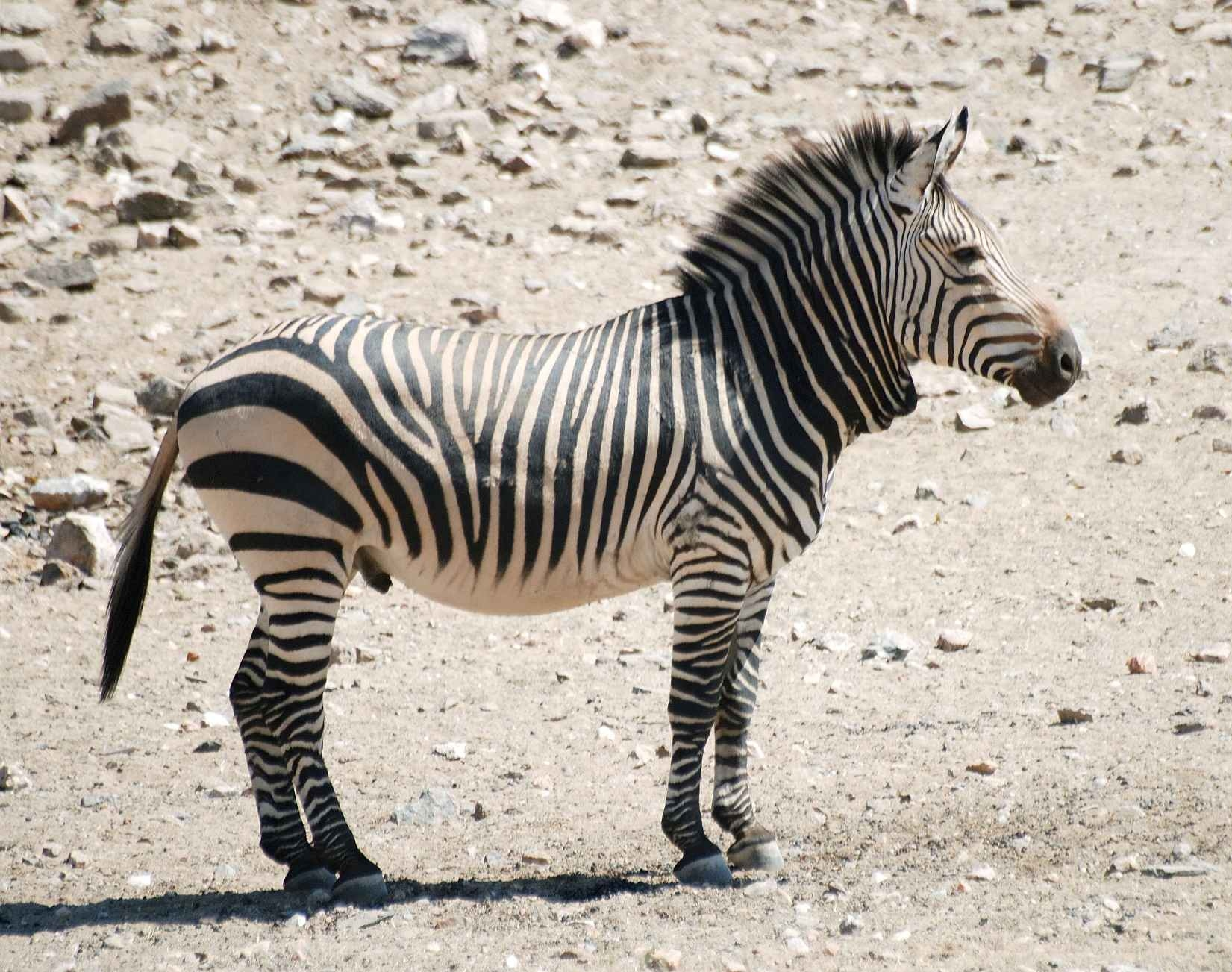
Equus zebra hartmannae

- 1893 : voyage du Grand Namaland à la colonie du Cap.
- 1894 : cofondateur de la ville de Grootfontein au nord-est de la Namibie.
- 1894 à 1900 pour la Kaoko-Land- und Minen-Gesellschaft trois grandes expéditions au Kaokoland pour explorer les régions du nord en vue d'une exploitation agricole et minière.
- 1901 : expédition le long du fleuve Kunene et découverte de la chute d'eau de Kunene.
- 1906 à 1908 : expédition au Namaland à la recherche de diamants.

## Travaux
- (de) Verhandlungen der Gesellschaft für Erdkunde zu Berlin, 1897[4]
- (de) Meine Expedition 1900 in das nördliche Kaokofeld, Berlin, 1903[4]
- (de) Kartographische Aufnahme der Nordgebiete des damaligen Deutsch-Südwestafrika (1893–1900) im Maßstab 1 : 300.000, Hambourg, 1904
- (de) Kolonialpolitische, geographische und soziologische Abhandlungen und Broschüren über Afrika

## Héritage
Dans le Kaokoland (actuel nord-est de la Namibie), des régions (Hartmanntal, Hartmannberge) portent son nom.